# Taifun Tokage
Taifun Tokage (japanisch: トカゲ, Eidechse; JMA-Bezeichnung: 0423; JTWC-Bezeichnung: 27W; PAGASA-Bezeichnung: Siony) war ein Taifun, der am 20. und 21. Oktober 2004 über Japan hinwegzog und eine Spur der Verwüstung hinterließ. Er war der stärkste tropische Wirbelsturm im nordwestlichen Pazifischen Ozean seit Taifun Tip. Seinen tiefsten Luftdruck erreichte er bei 940 hPa.
Dieser tropische Wirbelsturm war der 23. Taifun des Jahres 2004 und traf direkt die japanischen Inseln. Besonders betroffen war die Hauptinsel Honshū mit der Präfektur Kyōto. Tokage richtete Schäden in Höhe von über fünf Milliarden Euro an. 99 Tote, 704 Verletzte und drei Vermisste gingen auf sein Konto.

## Entwicklung und Verlauf

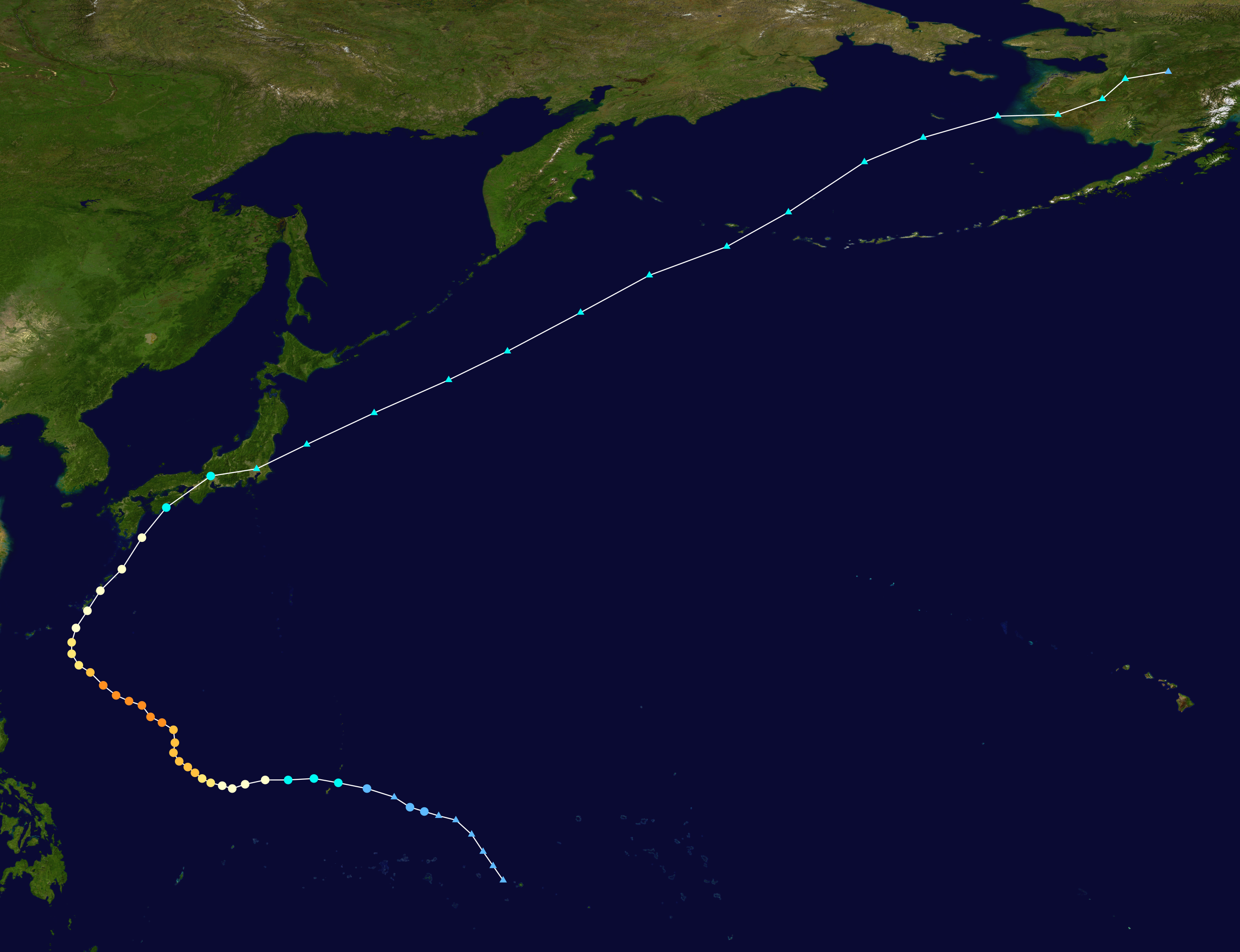
Zugbahn von Taifun Tokage

Taifun Tokage entstand am 12. Oktober 2004 östlich der Marianen und wurde vom Joint Typhoon Warning Center als tropischer Sturm klassifiziert. Zu diesem Zeitpunkt erreichte er eine durchschnittliche Windgeschwindigkeit von 35 Knoten. Fünf Tage später, am 17. Oktober, war Tokage mit 125 Knoten bereits ein Kategorie-4-Taifun. Aufgrund eines Kurswechsels, ausgelöst durch die darunterliegende Meeresströmung, schwächte er sich bis zum nächsten Tag ab und war am 18. Oktober mit 105 Knoten nur noch ein Kategorie-3-Taifun.
Am 20. Oktober traf Tokage auf das japanische Festland. Einen Tag später, am 21. Oktober, verließ er die Inseln in Richtung Nordosten und löste sich am 23. Oktober auf.